# The Humblebums
The Humblebums waren eine Folk-/Pop-Band aus Glasgow, Schottland, die in den Jahren 1969 und 1970 insgesamt drei Alben veröffentlichte.

## Geschichte
Gegründet wurde die Band 1965 von dem späteren Komiker und Schauspieler Billy Connolly (Gesang, Gitarre, Banjo) und Tam Harvey (Gitarre, Mandoline). Beide Musiker waren bekannte Figuren in der Folkszene Glasgows und schon bald trat das Duo erfolgreich in kleinen Clubs und Pubs auf. Bei ihrem ersten Gig stellte Connolly sich und seinen Partner wie folgt vor:

“My name’s Billy Connolly, and I’m humble. This is Tam Harvey, he’s a bum.”

Humoristische Einlagen wie diese festigten den Erfolg des Duos und wurden ein fester Bestandteil des Liveprogramms, mit dem sie einige Jahre nur lokal auftraten. In der ursprünglichen Formation und mit Ronnie Rae am Bass entstand das Debütalbum First Collection of Merry Melodies, das im Februar 1969 bei Transatlantic Records erschien.
Für kurze Zeit war der Geigenspieler Aly Bain ein inoffizielles Mitglied der Band, wenig später kam Gerry Rafferty hinzu und machte die Humblebums offiziell zu einem Trio. Mit Rafferty, der zuvor in der Beatformation Fifth Column spielte, wurde die Band um einen begabten Songwriter bereichert, der den Musikstil in Richtung Pop führte. Seine Eigenkompositionen machten bald einen großen Teil des Repertoires aus, was zu Meinungsverschiedenheiten mit Tam Harvey führte, der dann etwa ein halbes Jahr nach Raffertys Hinzukommen die Gruppe verließ. Das zweite Album The Humblebums wurde aus diesem Grund für die Veröffentlichung in den USA treffend The New Humblebums betitelt und erschien im September 1969.
Während Connollys Liebe zu Bluegrass und amerikanischer Popmusik der 30er Jahre den schrulligen, humoristischen Stil des Erstlingswerkes noch maßgeblich beeinflusste, stammte der Großteil der Songs auf dem zweiten Album aus der Feder Raffertys. Connolly steuerte nur vier Stücke bei, die dem Folk oder Bluegrass zuzuordnen sind; Raffertys Kompositionen hingegen sind Stücke im Stil Paul McCartneys mit leicht psychedelischen Anklängen. Bei den Aufnahmen kamen unter anderem Blech- und Holzblasinstrumente zum Einsatz.
Dank Raffertys Songwriting und seinem Gespür für Popmusik entwickelte sich die Gruppe immer mehr zu einem erfolgreichen Liveact und bald spielten sie auf Konzerten zusammen mit Bands wie Atomic Rooster, MC5, Black Sabbath und The Edgar Broughton Band. Am 23. Februar 1970 spielten die Humblebums eine Session für die Radiosendung des bekannten DJs John Peel bei BBC Radio 1. Insgesamt nahmen Connolly und Rafferty zusammen mit den Musikern Daryl Runswick, Bernie Holland und Mike Travis fünf Songs bei den Peel-Sessions auf, von denen vier im Jahr 2005 auf der Zusammenstellung Please Sing a Song for Us veröffentlicht wurden.
Ein drittes Album wurde produziert, wobei diesmal eine Reihe von Sessionmusikern das Duo unterstützten. Natürlich verlieh das den Aufnahmen einen volleren Klang, dadurch wurde es aber auch schwieriger, den Sound und das Feeling auf der Bühne wiederherzustellen. Open Up the Door sollte im Juni 1970 schließlich das letzte Album der Gruppe werden, auf dem noch einmal Elemente aus Folk, Bluegrass, Country und auch Blues miteinander vermischt wurden.
Der ständig zu Witzen aufgelegte Billy Connolly wollte bald bei Liveauftritten mehr in Richtung Stand-Up-Comedy gehen und nervte seinen introvertierten Musikerkollegen auf der Bühne mit immer längeren Monologen und Anekdoten zwischen den Songs. Connolly hatte seine wahre Berufung als Komiker gefunden, während Rafferty Musik kreieren wollte. Das Duo passte nun mehr unmöglich zusammen und so belief sich die gemeinsame musikalische Laufbahn auf nur ungefähr eineinhalb Jahre. Anfang 1971, bald nach der Veröffentlichung des letzten Albums, lösten sich The Humblebums auf und die beiden Musiker gingen getrennte Wege. Billy Connolly hatte später großen Erfolg als Komiker und Schauspieler, Rafferty konzentrierte sich auf seine Musik und konnte sowohl mit seiner folgenden Band Stealers Wheel wie auch als Solokünstler einige Hits verbuchen.
1972 erschien ein Sampler mit dem Titel A Stereo Introduction to the Exciting World of Transatlantic, auf dem neben den Humblebums mit dem Song Shoeshine Boy einige weitere Transatlantic-Records-Künstler wie Pentangle, John Renbourn, Bert Jansch, Steve Tilston, Stray und andere vorgestellt wurden. Im November 2005 kam eine Doppel-CD mit dem Titel Please Sing a Song for Us – The Transatlantic Antology auf den Markt, die neben allen Stücken der drei Studioalben die Single „Saturday Round About Sunday“, fünf bisher unveröffentlichte Outtakes aus dem dritten Album und vier Aufnahmen der John-Peel-Sessions enthält. Damit ist diese Veröffentlichung die bislang vollständigste Humblebums-Kollektion.

## Diskografie

### Alben
- 1969: First Collection of Merry Melodies
- 1969: The New Humblebums
- 1970: Open Up the Door
- 2005: Please Sing a Song for Us – The Transatlantic Collection